# Sphenograptis celetica
Sphenograptis celetica är en fjärilsart som beskrevs av Edward Meyrick 1913. Sphenograptis celetica ingår i släktet Sphenograptis och familjen bronsmalar. Inga underarter finns listade i Catalogue of Life.